# Forza Motorsport 7
Forza Motorsport 7 — це гоночна відеоігра, розроблена Turn 10 Studios і видана компанією Microsoft Studios, і є десятою грою у серії Forza. Вона була випущена на Microsoft Windows і Xbox One 3 жовтня 2017 року, з раннім доступом для тих, хто заздалегідь замовив Ultimate і Deluxe версії гри.

## Ігровий процес
Forza Motorsport 7 — це гоночна відеоігра з більш ніж 700 автомобілями, включаючи нові машини Forza Edition, більшість з яких були випущені в Forza Horizon 3 і більше 200 різних конфігурацій трас в 32 місцях, під час запуску, у тому числі які були в Forza Мотоспорт 6. Вулична гонка по колу в Дубаї є однією з нових трас, також декілька треків які повернулись з Forza Motorsport 4, включаючи Maple Valley Raceway, Mugello Circuit і Circuit Suzuka. Дві функції що є новими для серії — це динамічна зміна погоди та налаштування водіїв.

## Розробка
Forza Motorsport 7 була розроблена Turn 10 Studios в той же час що і Xbox One X. У середині січня 2017 року апаратна команда Xbox представила Turn 10 з прототипом системи Xbox One X. Turn 10 змогли отримати свою демо-версію ForzaTech, яка працювала на системі протягом двох днів після отримання прототипу консолі. Гра працює в роздільній здатністі 4K та 60 кадрів за секунду при роботі в 1080p із подібною частотою кадрів на звичайному Xbox One.
У грі відсутні будь-які транспортні засоби Toyota, що пов'язано з проблемами ліцензування між виробником і більшістю не японських розробників відеоігор, що тривали в 2017-2018 рр. У грі представлені лише вибрані гоночні автомобілі та попередньо налаштовані автомобілі, включаючи 3 Camry ASCAR, Eagle MkIII, Arctic Trucks Hilux, Toyota T100 SR5 Trophy Trucks та Subaru BRZ, а потім додалась Land Cruiser Arctic Trucks через DLC. Однак, Volkswagen повернувся в гру після відсутності в Horizon 3.

## Реліз
Forza Motorsport 7 була анонсована на прес-конференції Microsoft під час E3 2017 11 червня. Porsche 911 GT2 RS показали вживу поряд з грою в рамках шестирічної ліцензійної угоди між Microsoft і виробником автомобілів Porsche. Гра вийшла одночасно на Windows 10 і Xbox One\One X.
Перший щомісячний пакет автомобілів під назвою "Samsung QLED TV Forza Motorsport 7 Car Pack" був випущений 7 листопада 2017 року. Цей DLC включає ще один автомобіль Toyota.

## Оцінки
| Агрегатор  | Оцінка                    |
| ---------- | ------------------------- |
| Metacritic | 86/100 (XOne) 82/100 (PC) |